# Выкрутасы (мультфильм)
«Выкрута́сы» — объёмный мультфильм, созданный из проволоки режиссёром Гарри Бардиным и выпущенный студией «Союзмультфильм» в 1987 году.

## Съёмочная группа
- Автор сценария и кинорежиссёр — Гарри Бардин
- Художник-постановщик — Ирина Ленникова
- Оператор — Владимир Сидоров, Игорь Скидан-Босин
- Художники-мультипликаторы: Ирина Собинова-Кассиль, Лидия Маятникова
- Звукооператор — Владимир Кутузов
- Редактор — Татьяна Папорова
- Монтажёр — Галина Филатова
- Музыкальное оформление — Александра Клевицкого
- В фильме принимали участие: Владимир Аббакумов, Александр Максимов, Владимир Алисов, Александр Беляев, Владимир Маслов
- Директор съёмочной группы — Григорий Хмара

## Сюжет
Идея «Выкрутасов» родилась у Гарри Бардина после съёмок «Брака». Для того чтобы удержать верёвки, нужен был каркас из проволоки. После съёмок у него осталась целая катушка специальной немецкой алюминиевой проволоки, которая и использовалась впоследствии при съёмках нового фильма.
История проволочного человека, который защиту себя от окружающих довёл до абсурда, переделав жену, собаку в колючую проволоку, и отгородил себя от окружающего мира.

## Награды
- Почётный Диплом МКФ короткометражных Фильмов в Кракове (Польша) 1988 г.
- Приз Жюри МФ в Шанхае (Китай) 1988 г.
- Первый Приз ассоциации кинокритиков на МКФ в Лос-Анджелесе (США) 1989 г.
- «Золотая пальмовая ветвь за короткометражный фильм» МКФ в Каннах (Франция) 1988 г.